# 世界の軍事企業の売上高ランキング
世界の軍事企業の売上高ランキング（せかいのぐんじきぎょうのうりあげだかランキング）とは、アメリカの軍事専門紙ディフェンスニュースが年に一回発表している、世界の軍事企業の売上高の上位100社をランキングしたリストである。

## 概要
2007年のリストでは、上位5社の売上額が全体の43%を占めた。また米国企業が100社中41社を占めた。2006年の上位100社の合計売上高は3197億ドルだった。また100位圏内に入った日本企業9社の合計売上高は6890百万ドルだった。
日本企業のランキングが低いのは、武器輸出三原則等により他国への兵器輸出を行っていないことにより、軍需産業の産業規模が大きくないためである。

## 2024年[1]
| 順位 | 企業名                             | 売上高に占める 軍事費（百万米ドル） | 売上高に占める 軍事費の割合（％） | 国名              |
| ---- | ---------------------------------- | ----------------------------------- | --------------------------------- | ----------------- |
| 1    | ロッキード・マーティン             | 64,650                              | 96%                               | アメリカ          |
| 2    | AVIC                               | 44,911                              | 38%                               | 中国              |
| 3    | RTX                                | 40,600                              | 59%                               | アメリカ          |
| 4    | ノースロップ・グラマン             | 35,197                              | 90%                               | アメリカ          |
| 5    | ジェネラル・ダイナミクス           | 33,651                              | 80%                               | アメリカ          |
| 6    | ボーイング                         | 32,684                              | 42%                               | アメリカ          |
| 7    | BAEシステムズ                      | 27,552                              | 96%                               | イギリス          |
| 8    | CSSC                               | 21,164                              | 20%                               | 中国              |
| 9    | Norinco                            | 16,614                              | 22%                               | 中国              |
| 10   | L3ハリス・テクノロジーズ           | 15,553                              | 80%                               | アメリカ          |
| 11   | 中国電子科技集団                   | 14,295                              | 25%                               | 中国              |
| 12   | 中国南方工業集団                   | 13,772                              | 31%                               | 中国              |
| 13   | エアバス                           | 12,900                              | 18%                               | フランス/オランダ |
| 14   | レオナルド S.p.A                   | 12,401                              | 75%                               | イタリア          |
| 15   | HII                                | 11,430                              | 100%                              | アメリカ          |
| 16   | レイドス・ホールディングス         | 11,054                              | 72%                               | アメリカ          |
| 17   | タレスグループ                     | 10,594                              | 53%                               | フランス          |
| 18   | ブーズ・アレン・ハミルトン         | 6,830                               | 64%                               | アメリカ          |
| 19   | ハンファグループ                   | 6,419                               | 16%                               | 韓国              |
| 20   | ラインメタル                       | 6,146                               | 79%                               | ドイツ            |
| 21   | Amentum                            | 5,700                               | 73%                               | アメリカ          |
| 22   | エルビット・システムズ             | 5,476                               | 92%                               | イスラエル        |
| 23   | ロールス・ロイス・ホールディングス | 5,070                               | 26%                               | イギリス          |
| 24   | ハネウェル                         | 4,986                               | 14%                               | アメリカ          |
| 25   | CACI                               | 4,817                               | 72%                               | アメリカ          |

## 日本企業のみ抜粋[2]
| 2015年順位 | 2014年順位 | 2008年順位 | 企業名              | 2015年売上高（百万米ドル） | 2014年売上高（百万米ドル） | 2008年売上高（百万米ドル） | 2015年売上高に占める 軍事費の割合 | 2008年売上高に占める 軍事費の割合 |
| ---------- | ---------- | ---------- | ------------------- | -------------------------- | -------------------------- | -------------------------- | --------------------------------- | --------------------------------- |
| 36         | 26         | 25         | 三菱重工業          | 2,626.70                   | 3,354.90                   | 2,777                      | 5.60%                             | 10%                               |
| 46         | 66         | 51         | 川崎重工業          | 1,909.2                    | 1,004.9                    | 990                        | 5.4%                              | 6%                                |
| 77         | 59         | 59         | 三菱電機            | 860.3                      | 1,102.4                    | 848                        | 2.0%                              | 2.4%                              |
| 66         | 75         | 74         | NEC                 | 1,011.0                    | 846.9                      | 608                        | 3.5%                              | 1.6%                              |
| －         |            | 85         | 東芝                | -                          |                            | 483                        | -                                 | 0.7%                              |
| 98         | -          | 87         | 富士通              | 525.9                      | -                          | 445                        | 1.1%                              | 0.9%                              |
| －         |            | 96         | 富士重工業          | -                          |                            | 377                        | -                                 | 2.4%                              |
| 91         | 98         | 97         | IHI                 | 617.8                      | 512.0                      | 322                        | 4.3%                              | 2.4%                              |
| 72         | -          | -          | ANAホールディングス | 926.1                      | -                          | -                          | 5.4%                              | -                                 |
| －         |            | 100        | コマツ              |                            |                            | 283                        |                                   | 0.8%                              |

※ －：100位以下のためデータがない部分

## 似たようなランキング
- フィナンシャル・タイムズ・グローバル500　　（世界の企業の時価総額をランキングしたリスト）
- フォーチュン・グローバル500　　（世界の企業の売上高をランキングしたリスト）
- フォーチュン500　　（アメリカ企業の売上高をランキングしたリスト）
- フォーブス・グローバル2000　　（世界の公開会社の上位2000社のランキングリストである。順位は売上高、利益、資産、市場価値の4つの要因に基づいて決められる。）
- インターブランド・ベスト・グローバル・ブランド・リスト　　（世界の企業のトップブランド・ベスト100を決めるリスト。インターブランドが集計し発表したものをビジネスウィーク誌も発表する。）
- ビジネスウィーク・トップブランド・ベスト100　　（世界の企業のトップブランド・ベスト100を決めるリスト。インターブランドが集計し発表したものをビジネスウィーク誌も発表する。）
- ビジネスウィーク・革新的な企業ランキング　　（世界の革新的な企業をランキングしたリスト）
- 半導体メーカー売上高ランキング　　（世界の半導体メーカーをランキングしたリスト）
- 半導体・製造装置メーカー売上高ランキング　　（世界の半導体製造装置メーカーの売上高をランキングしたリスト）
- SIPRI Top100(世界軍需企業上位100)